# Makoto Kakuda
Makoto Kakuda (Uji, 10 juli 1983) is een Japans voetballer (verdediger) die sinds 2011 voor de Japanse eersteklasser Vegalta Sendai uitkomt. Daarvoor speelde hij voor Kyoto Sanga FC en Nagoya Grampus Eight.
1 Rokutan ·
2 Kamata ·
3 Watanabe ·
4 Hachisuka ·
5 Ishikawa ·
6 Min-tae ·
7 Okuno ·
8 Nozawa ·
9 Wilson ·
10 Yong-gi ·
11 Kanazono ·
14 Kanakubo ·
16 Schmidt ·
17 Tomita ·
19 Sugiura ·
20 Ramon ·
21 Seki ·
22 Ishikawa ·
23 Futami ·
25 Sugai ·
26 Fujimura ·
27 Takei ·
28 Yamamoto ·
29 Uemoto ·
30 Nishimura ·
31 Motegi ·
33 Tatara ·
36 Murakami ·
Coach: Watanabe